# Tongelre
Tongelre är en stadsdel i Eindhoven, Nederländerna. Det var en egen kommun till 1920, när den sammanslogs med Eindhoven Stad. Den ursprungliga byn syns tydligt på grund av historisk bebyggelse. Stadsdelen har omkring 20 000 invånare.
- Wikimedia Commons har media som rör Tongelre.